# ダッジ・オムニ024
オムニ024（Omni 024 ）は、ダッジが販売していたクーペ型乗用車である。

## 概要
ダッジ・オムニをベースとするも、独自のスタイリングを与えられていた。エンジンユニットは2種類。クーペという立場もあって実用性はオムニほど高くはなかった。1981年には、オムニ024/ホライゾンTC3はそれぞれ024、TC3に改名した。
その後も売れ行きは芳しくなく、1982年にダッジ・チャージャーにバトンタッチした。また同年登場したクーペユーティリティダッジ・ランページは本車がベースとなっている。

## 日本での販売
1980年、当時クライスラーのパートナーであった三菱自動車工業と協力して、クライスラーブランドでオムニ024が日本で販売された。三菱のディーラーで2年間販売され、日本の寸法規制に則っていた。日本の購入者は1,491人だけで、売れ行きは良くなかった。